# Universidade Nacional de Artes de Taipé
Universidade Nacional de Artes de Taipé (em chinês: 國立臺北藝術大學) é uma universidade nacional em Guandu, distrito de Beitou, Taipé, Taiwan .

## História
Os comitês preparatórios para estabelecer a escola foram formados em 22 de outubro de 1980. O Instituto Nacional das Artes (TNUA, Chinês: 國立藝術學院) foi fundado em 1 de julho de 1982 como um instituto de ensino superior de artes . As aulas eram ministradas em salas emprestadas pelo Centro Internacional da Juventude de Taipé. A escola foi fundada com três departamentos: Música, Belas Artes e Artes Cênicas.  Em 1983, a escola adicionou o Departamento de Dança. Em abril de 1985, as aulas foram transferidas para instalações emprestadas da Escola Preparatória da Universidade Nacional Chinesa de Estudantes Chineses em Luzhou, no Condado de Taipé (agora Nova Cidade de Taipé), de 1985 até sua mudança em 1991 para o campus permanente em Kuandu, Taipé . O Instituto foi renomeado para Universidade Nacional das Artes de Taipé em 2001.

## Faculdades
A TNUA possui seis escolas que cobrem grandes áreas das artes e da cultura: música, belas artes, artes cênicas, dança, cinema e novas mídias e recursos culturais. Sua abrangência e variedade de instalações - incluindo uma sala de concertos, recursos para pesquisa em teatro experimental e teatro de dança, cinema e museu de belas artes - são raras entre as universidades do mundo. É um campo de treinamento ideal para talentos artísticos através de uma pedagogia que coloca ênfases iguais nos lados teórico e prático. Atualmente, existem as seguintes escolas, na TNUA:
- Escola de Música
- Escola de Belas Artes
- Escola de Artes Cênicas
- Escola de Dança
- Escola de Cinema e Novas Mídias
- Escola de Recursos Culturais
- Interdisciplinary Multimedia Performing Arts Collaborative Technology Music Program, IMPACT (Programa Interdisciplinar de Música em Colaboração com as Artes Cênicas e Multimídia)

## Presidentes
- Pao You-yu (Julho de 1982 – Julho de 1991)[2]
- Ma Shui-long (Agosto de 1991 – Agosto de 1994)[2]
- Liu S. Lian (Setembro de 1994 – Agosto de 1997)[2]
- Chiu Kun-liang (Outubro de 1997 – Janeiro de 2006)[2]
- Ju Tzong-ching (Agosto de 2006 – Julho de 2013)[2]
- Yang Chyi-wen (Agosto de 2013 – Julho de 2017)[2]
- Chen Kai-huang (desde de Agosto de 2017) [2]

## Campus
Os prédios do campus são projetados em estilo clássico neo-chinês. Além das faculdades e departamentos, a universidade abriga o Music Hall, o Centro de Artes Performáticas, incluindo uma sala de teatro e dança, o Museu de Belas Artes Kuandu, uma biblioteca, uma piscina olímpica, o Centro de Estudo de Artes Tradicionais, um centro de informática e o Centro de Estudos de Arte e Tecnologia.

## Parceria local e internacional
A Universidade Nacional de Artes de Taipé possui várias parcerias locais e internacionais, dentre elas a Universidade Nacional Tsing Hua, Universidade Nacional de Ciência e Tecnologia de Taiwan, Universidade Chulalongkorn, Universidade de Tel Aviv, Universidade Griffith, Academia Sibelius, Universidade de Michigan, Universidade de Ohio, Universidade da Colúmbia Britânica.